# Киекбаева
Киекбаева (баш. Кейекбай) — упразднённая деревня в Бураевском районе Республики Башкортостан Российской Федерации. Ныне территория селения находится в Бураевском сельсовете.

## География
По описанию на конец XIX века «деревня Киекбаева расположена в низине с очень отлогим склоном к р. Сару, есть три оврага, у западного края надела, в 53 верстах от г. Бирска, и в 3 верстах от д. Бураевой — двух главных мест сбыта продуктов»

## История
Упоминается в СНМ 1870г как деревня 2-го стана при речке Сару.
На 1920 год деревня Киикбаева входила в Бураевскую волость: 16 дворов и 33/41 жителей — марийцы; на 1926 г — 8 дворов.

## Население
На 1870 год на 25 дворов указано жителей: 80/77 — черемисы.
По данным на 1899 год проживали черемисы-припущенники, надельные, в числе 20 дворов, и 60 ревизских душ.
На 1920 год в 16 дворах 33/41 жителей — марийцы; на 1926 год — 8 дворов.

## Инфраструктура
Основа экономики — земледелие.
По данным на 1899 год («Сборник статистических сведений по Бирскому уезду») "пашня на равнине с чуть покатым склоном к р. Сару. Распахана давно. Почва: 3/4 суглинистый чернозем и ¼ суглинок; довольно плотные, глубиною до 8 вершков, чёрного и красноватого цветов. Подпочва — буро-красная глина. На полях встречаются сорные травы, местами немного гальки. Севооборот — трехполье. Сеют: рожь, овес, полбу, гречу, просо, горох и коноплю. Удобряют 3 десятины. Пашут сабанами и сохами (10). Огороды разводятся для домашнего хозяйства. Промыслы: 3/4 жителей нанимаются на полевые работы: зарабатывают косьбой — 9 рублей, жнитвом — 6 рублей, молотьбой — −5-6 рублей в месяц на хозяйском хлебе. Аренда: трое домохозяев арендуют пахатные угодья у крестьян с. Бураева, и 6 человек сдают в аренду пашню сторонним лицам. Выгон присельный. Сенокос поемный. Сена своего не хватает.

## Транспорт
По справочнику 1870 года деревня находилась по левую сторону от проселочной дороги из города Бирска в город Осу.